# Globální festival míru
Globální festival míru (GPF - Global Peace Festival) je řada mezinárodních akcí sponzorovaných Hjun-džin Munem, synem Son-mjong Muna, zakladatele Církve sjednocení. Cíle festivalu jsou podporovat světový mír, zdravé rodiny a spolupráci při službě veřejnosti, včetně podpory Rozvojových cílů tisíciletí OSN. Součástí festivalu jsou projevy, kulturní vystoupení, konference a dobrovolnické projekty.